# Список игровых кинофильмов СССР (1942)
Список завершённых советских игровых полнометражных и короткометражных фильмов 1942 года производства, снятых для коммерческого проката. В списке отсутствуют неигровые и мультипликационные кинофильмы, а также телефильмы и учебные фильмы, не выходившие в прокат.

## Список фильмов
Все фильмы звуковые, чёрно-белые, обычного формата, односерийные.
Зелёным выделен фильм совместного производства СССР и другой страны.
| Название (Альтернативное название)                      | Киностудия                                            | Республика             | Частей | Метраж  | Выход в прокат   | Режиссёр                                            | Жанр                           | Примечание                                                                                              |        |
| ------------------------------------------------------- | ----------------------------------------------------- | ---------------------- | ------ | ------- | ---------------- | --------------------------------------------------- | ------------------------------ | --- | ------ |
| Актриса                                                 | ЦОКС                                                  | Казахстан              | 9      | 2105    | 22 апреля 1943   | Трауберг Леонид                                     | драма                          | | [ 1 ]  |
| Александр Пархоменко                                    | Киевская киностудия, Ташкентская киностудия           | Узбекистан             | 9      | 2588    | 20 июля 1942     | Луков Леонид                                        | биография, военный             | | [ 2 ]  |
| Антоша Рыбкин                                           | ЦОКС                                                  | Казахстан              | 6      | 1320    | 31 декабря 1942  | Юдин Константин                                     | комедия, военный               | | [ 3 ]  |
| Батыри степей (Казахские новеллы)                       | ЦОКС                                                  | Казахстан              | 4      | 1025    | 1942             | Рошаль Григорий                                     | драма, военный                 | Киносборник.                                                                                            | [ 4 ]  |
| Бахтияр                                                 | Бакинская киностудия                                  | Азербайджан            | 2      | 472     | 1942             | Кулиев Ага-Рза                                      | драма, военный                 | | [ 5 ]  |
| Боевой киносборник № 9                                  | Киевская киностудия (на базе Ашхабадской киностудии)  | Туркмения              | 8      | 1887    | 5 мая 1942       | Донской Марк, Савченко Игорь, Браун Владимир        | драма, военный                 | Киносборник, состоящий из новелл: «Квартал № 14», «Синие скалы», «Маяк».                                | [ 6 ]  |
| Боевой киносборник № 10                                 | ЦОКС                                                  | Казахстан              | 6      | 1993    | 10 июня 1942     | Барнет Борис, Арон Ефим                             | драма, военный                 | Киносборник, состоящий из новелл: «Бесценная голова» и «Молодое вино».                                  | [ 7 ]  |
| Боевой киносборник № 11 (В кольце ненависти)            | Объединённая Ташкентская киностудия                   | Узбекистан             | 8      | 1774,26 | 7 августа 1942   | Садкович Николай, Мачерет Александр, Браун Владимир | драма, военный                 | Киносборник, состоящий из новелл: «Пауки», «Сто второй километр», «Карьера лейтенанта Гоппа».           | [ 8 ]  |
| Боевой киносборник № 12                                 | ЦОКС                                                  | Казахстан              | 7      | 1742    | 12 августа 1942  | Строева Вера, Раппапорт Герберт                     | драма, военный                 | Киносборник, состоящий из новелл: «Сын бойца» и «Ванька».                                               | [ 9 ]  |
| Бой под Соколом                                         | Объединённая Сталинабадская и Союздетфильм киностудия | Таджикистан            | 6      | 1488    | Октябрь 1942     | Разумный Александр                                  | детский, военный               | | [ 10 ] |
| В подводном плену                                       | Тбилисская киностудия                                 | Грузия                 | 2      | 597     | 1942             | Легошин Владимир                                    | драма, военный                 | | [ 10 ] |
| Варежки (Самый храбрый)                                 | Ленфильм                                              | Россия                 | 4      | 1123    | 1942             | Любошиц Наум, Арманд Павел                          | драма, военный                 | | [ 11 ] |
| Георгий Саакадзе                                        | Тбилисская киностудия                                 | Грузия                 | 10     | 2517    | 14 сентября 1942 | Чиаурели Михаил                                     | драма, биография, исторический | | [ 12 ] |
| Годы молодые                                            | Киевская киностудия, Ашхабадская киностудия           | Туркмения              | 9      | 1947    | 11 января 1943   | Савченко Игорь, Гричер-Чериковер Григорий           | водевиль                       | | [ 13 ] |
| Дорога к звёздам                                        | Ташкентская киностудия                                | Узбекистан             | 8      | 1772,25 | 13 марта 1943    | Пенцлин Эдуард                                      | драма, военный                 | | [ 14 ] |
| Дочка                                                   | Ереванская киностудия                                 | Армения                | 3      | 809     | 1942             | Бек-Назарян Амбурцум                                | драма, военный                 | | [ 15 ] |
| Друзьям на фронте                                       | Ташкентская киностудия                                | Узбекистан             | 4      | 928     | Октябрь 1942     | Ярматов Камиль                                      | фильм-концерт, военный         | | [ 16 ] |
| Его зовут Сухэ-Батор                                    | Ташкентская киностудия, Ленфильм, Монгол кино         | Узбекистан Монголия    | 12     | 2892    | 12 октября 1942  | Зархи Александр, Хейфиц Иосиф                       | драма, исторический            | | [ 17 ] |
| Железный ангел                                          | Объединённая Сталинабадская и Союздетфильм киностудия | Таджикистан            | 6      | ?       | —                | Юренев Владимир                                     | драма, военный                 | Не был выпущен в прокат.                                                                                | [ 18 ] |
| Как закалялась сталь                                    | Киевская киностудия, Ашхабадская киностудия           | Туркмения              | 8      | 2529    | 28 сентября 1942 | Донской Марк                                        | драма, военный                 | | [ 19 ] |
| Клятва Тимура                                           | Объединённая Сталинабадская и Союздетфильм киностудия | Таджикистан            | 6      | 1564    | Октябрь 1942     | Кулешов Лев                                         | детский, военный               | | [ 20 ] |
| Концерт фронту                                          | Центральная студия кинохроники                        | Россия                 | 6      | 1616    | 6 ноября 1942    | Слуцкий Михаил                                      | фильм-концерт, военный         | | [ 21 ] |
| Котовский                                               | ЦОКС                                                  | Казахстан              | 8      | 1950    | 6 января 1943    | Файнциммер Александр                                | драма, биография, военный      | | [ 22 ] |
| Лесные братья                                           | Объединённая Сталинабадская и Союздетфильм киностудия | Таджикистан            | 5      | ?       | —                | Егиазаров Гавриил, Шнейдер Евгений                  | драма, военный                 | Киносборник, состоящий из новелл: «Лесные братья» и «Смерть бати». Не был выпущен в прокат.             | [ 23 ] |
| Машенька                                                | Мосфильм                                              | Россия                 | 9      | 2097,38 | 10 апреля 1942   | Райзман Юлий                                        | драма, мелодрама, военный      | | [ 24 ] |
| Мост                                                    | Тбилисская киностудия                                 | Грузия                 | 5      | 1324    | Август 1942      | Пипинашвили Константин                              | драма, военный                 | | [ 25 ] |
| Музыкальный киносборник (Сборная музыкальная программа) | Киевская киностудия, Ашхабадская киностудия           | ЦОКС                   | 10     | ?       | —                | Ивановский Александр, Шмидтгоф Владимир             | драма, военный                 | Киносборник, состоящий из двух новелл: «Чудесная скрипка» и «Открытие сезона». Не был выпущен в прокат. | [ 26 ] |
| Непобедимые                                             | ЦОКС                                                  | Узбекистан, Казахстан  | 11     | 2594    | 25 января 1943   | Герасимов Сергей, Калатозов Михаил                  | драма, военный                 | | [ 27 ] |
| Неуловимый Ян                                           | Тбилисская киностудия                                 | Грузия                 | 7      | 1630    | 8 марта 1943     | Петров Владимир, Анненский Исидор                   | драма, приключения, военный    | | [ 28 ] |
| Парень из нашего города                                 | ЦОКС                                                  | Казахстан              | 10     | 2543    | 31 августа 1942  | Столпер Александр, Иванов Борис                     | драма, военный                 | | [ 29 ] |
| Принц и нищий (Том Кенти)                               | Объединённая Сталинабадская и Союздетфильм киностудия | Таджикистан            | 10     | 2228    | 24 января 1943   | Гарин Эраст, Локшина Хеся                           | драма                          | | [ 30 ] |
| Секретарь райкома                                       | ЦОКС                                                  | Казахстан              | 11     | 2460    | 30 ноября 1942   | Пырьев Иван                                         | драма, военный                 | | [ 31 ] |
| Славный малый (Новгородцы; Мстители)                    | ЦОКС                                                  | Казахстан              | 10     | ?       | —                | Барнет Борис                                        | драма, военный                 | Был выпущен в прокат, в 1959 году.                                                                      | [ 32 ] |
| Сын Таджикистана                                        | Объединённая Сталинабадская и Союздетфильм киностудия | Таджикистан            | 6      | 1510    | 18 января 1943   | Пронин Василий                                      | драма, военный                 | | [ 33 ] |
| Тебе, фронт!                                            | Алма-Атинская студия кинохроники                      | Казахстан              | 5      | 1280    | 15 мая 1943      | Дзига Вертов                                        | драма, военный                 | | [ 33 ] |
| Убийцы выходят на дорогу (Школа подлости)               | ЦОКС                                                  | Казахстан              | 7      | ?       | —                | Пудовкин Всеволод, Тарич Юрий                       | драма                          | Не был выпущен в прокат.                                                                                | [ 34 ] |
| Україна 1941 (Партизаны в степях Украины)               | Киевская киностудия (на базе Ашхабадской киностудии)  | Туркмения              | 9      | 2122    | 2 марта 1943     | Савченко Игорь                                      | драма, военный                 | | [ 35 ] |
| Царицын. 1 серия: Поход Ворошилова (Оборона Царицына)   | Ленфильм (на базе Алма-Атинской киностудии)           | Казахстан              | 11     | 2880    | 29 марта 1942    | Васильев Георгий, Васильев Сергей                   | драма, исторический, военный   | | [ 36 ] |
| Царицын. 2 серия: Оборона (Оборона Царицына)            | Ленфильм (на базе Алма-Атинской киностудии)           | Казахстан              | 10     | ?       | —                | Васильев Георгий, Васильев Сергей                   | драма, исторический, военный   | Не был выпущен в прокат.                                                                                | [ 37 ] |
| Швейк готовится к бою                                   | Объединённая Сталинабадская и Союздетфильм киностудия | Таджикистан            | 8      | ?       | —                | Юткевич Сергей, Минц Климентий, Итина Мария         | комедия, военный               | Киносборник, состоящий из новелл: «Моды Парижа» и «Последний крестоносец». Не был выпущен в прокат.     | [ 38 ] |
| Боевой киносборник «Юные партизаны»                     | Сталинабадская киностудия, Ашхабадская киностудия     | Таджикистан, Туркмения | 6      | 1559    | —                | Савченко Игорь, Кулешов Лев                         | драма, детский, военный        | Киносборник, состоящий из новелл: «Левко» и «Учительница Карташова». Не был выпущен в прокат.           | [ 39 ] |

### Комментарии
1. ↑  В аннотированном каталоге «Советские художественные фильмы» указан 1943 год производства, но в титрах фильма — 1942.
2. ↑  Общий режиссёр киносборника и режиссёр новеллы «Маяк».
3. ↑  Режиссёр новеллы «Квартал № 14».
4. ↑  Режиссёр новеллы «Синие скалы».
5. ↑  Режиссёр новеллы «Бесценная голова».
6. ↑  Режиссёр новеллы «Молодое вино».
7. ↑  Общий режиссёр киносборника и режиссёр новеллы «Карьера лейтенанта Гоппа».
8. ↑  Режиссёр новеллы «Пауки».
9. ↑  Режиссёр новеллы «Сто второй километр».
10. ↑  Режиссёр новеллы «Сын бойца».
11. ↑  Режиссёр новеллы «Ванька».
12. ↑  Художественный руководитель постановки.
13. ↑  Режиссёр новеллы «Лесные братья».
14. ↑  Режиссёр новеллы «Смерть бати».
15. ↑  Режиссёр новеллы «Чудесная скрипка».
16. ↑  Режиссёр новеллы «Открытие сезона».
17. ↑  Именно такое название указано в титрах.
18. ↑  Именно такое название указано в титрах.
19. ↑  Именно такое название указано в титрах.
20. ↑  Общий руководитель постановки.
21. ↑  Режиссёр новеллы «Моды Парижа».
22. ↑  Режиссёр новеллы «Последний крестоносец».
23. ↑  Режиссёр новеллы «Левко».
24. ↑  Режиссёр новеллы «Учительница Карташова».